# 孫瑀
孫瑀（1544年—？），字子章，號楚川，湖廣漢陽府漢陽縣人，民籍，明朝政治人物。

## 生平
嘉靖四十年（1561年）辛酉科湖廣鄉試第十八名，萬曆八年（1580年）庚辰科會試第二百十八名，登三甲第一百零三名進士。通政司觀政，本年授保定府推官，十三年升户部主事，十六年升永平管粮郎中，二十一年九月由户部贵州司郎中升贵州副使。

## 家族
曾祖孫貴武；祖父孫鑌；父孫永志。母熊氏；前母魯氏。